# Laura Pigossi
Laura Pigossi Herrmann de Andrade (n. 2 august 1994, São Paulo, São Paulo, Brazilia) este o tenismenă braziliană. A câștigat o medalie de bronz la Jocurile Olimpice de la Tokyo din 2020, jucând alături de Luisa Stefani.
Pigossi a câștigat șapte titluri de simplu și 41 de titluri de dublu pe Circuitul ITF. La 29 august 2022, ea a atins cea mai înaltă poziție în clasamentul de simplu, locul 100 mondial, după prima ei finală de pe Circuitul WTA de la Copa Colsanitas 2022. La 3 februarie 2020, ea a ajuns pe locul 125 mondial în clasamentul WTA de dublu.